# A Beautiful Mind
A Beautiful Mind är ett amerikanskt biografiskt drama från 2001 i  regi av Ron Howard med Russell Crowe i huvudrollen. Filmen, som är baserad på Sylvia Nasars bok med samma namn, hade Sverigepremiär den 8 mars 2002.
Rita Ryack designade kostymerna i filmen.

## Handling
När unge John Nash (spelad av Russell Crowe) börjar studera vid Princeton 1947 utmärker han sig snart som en excentriker. Han går varken på föreläsningar eller lyckas skriva någon uppsats. Men hans hjärna arbetar hela tiden, han försöker hitta matematiska formler för att förklara sådant som ingen annan kanske tänker på, till exempel hur fåglar förflyttar sig på en begränsad yta. 
Filmen visar schizofrena upplevelser, bland annat hans icke verkliga kontakt med den hemlige agenten William Parcher (spelad av Ed Harris), som övertygar honom och ger honom uppgiften att spåra eventuella fiender till USA, genom att använda sin förmåga. Han har också en rumskamrat på universitetet, som inte finns i verkligheten, utan bara i hans hjärna.
Samtidigt träffar han den kvinna som ska bli hans livskamrat i många år, Alicia Larde (spelad av Jennifer Connelly). De får ett barn, men då är John långt ner i sjukdomen.
John får medicin för att bli bättre, men då han undviker att ta den förvärras hans sjukdomstillstånd och han går in i en depression. Detta resulterar även i att hans gamla syner återvänder och hans schizofreni tar återigen fart, vilket leder till att de läkare som tidigare behandlat honom önskar att han flyttar till ett sjukhem där han kan behandlas. Då John inser att hans psykiska tillstånd gör honom till en fara för sin fru Alicia och deras son erbjuder han sig att följa läkarna till anstalten, trots att han egentligen vill stanna hos sin lilla familj. Alicia tar ett vågat beslut som tillåter hennes man att bo kvar och behandlas hemma, eftersom hon vågar tro att han kan skilja på vad som är verklighet och vad som är resultatet av hans sjukdom genom att lära honom att lyssna till sitt hjärta och vistas bland andra människor. Därför börjar han återigen besöka Princeton University. Tiden han tillbringar på skolan hjälper honom att göra stora framsteg och lära sig att leva med sin sjukdom, något som tillåter honom att återuppta sin forskning likväl som undervisning. Alicias kärlek och vilja att tro på att hans tillstånd kunde förbättras tog honom längre än någon form av medicin skulle kunna göra.

## Rollista (i urval)
- Russell Crowe - John Nash
- Ed Harris - William Parcher
- Jennifer Connelly - Alicia Larde Nash
- Christopher Plummer - Dr. Rosen
- Paul Bettany - Charles Herman
- Adam Goldberg - Richard Sol
- Judd Hirsch - Helinger
- Josh Lucas - Martin Hansen
- Anthony Rapp - Bender
- Austin Pendleton - Thomas King
- Jason Gray-Stanford - Ainsley Neilson
- Vivien Cardone - Marcee Herman

## Nomineringar och priser
Filmen vann fyra Oscar, bland annat för bästa film.
| År   | Pris   | Resultat  | Kategori                  | Person                            |
| ---- | ------ | --------- | ------------------------- | --------------------------------- |
| 2001 | Oscars | Vann      | Bästa film                | Brian Grazer och Ron Howard       |
| 2001 | Oscars | Vann      | Bästa regi                | Ron Howard                        |
| 2001 | Oscars | Vann      | Bästa kvinnliga biroll    | Jennifer Connelly                 |
| 2001 | Oscars | Vann      | Bästa manus efter förlaga | Akiva Goldsman                    |
| 2001 | Oscars | Nominerad | Bästa manliga huvudroll   | Russell Crowe                     |
| 2001 | Oscars | Nominerad | Bästa filmmusik           | James Horner                      |
| 2001 | Oscars | Nominerad | Bästa smink               | Greg Cannom och Colleen Callaghan |
| 2001 | Oscars | Nominerad | Bästa klippning           | Mike Hill och Daniel P. Hanley    |